# Ramir Augé i Montanyà
Ramir Augé i Montanyà (Organyà, Alt Urgell, 1898 - Monestir de Montserrat, Monistrol de Montserrat, Bages, 19 de desembre de 1979) fou un monjo, biblista i bibliotecari català.
Doctorat en Teologia el 1923, amb una tesi sobre Ramon Llull, fou monjo benedictí del Monestir de Montserrat, on ensenyà teologia i fou bibliotecari. Feu una llarga estada a Palestina des de 1930 a 1948, estudiant a l'Escola bíblica i arqueològica francesa de Jerusalem, on s'inicià en el mètode exegètic historicocrític i preparà la traducció d'alguns llibres hebreus de l'Antic Testament, especialment els profètics. A Montserrat ensenyà teologia i fou bibliotecari. Així, és autor de les versions del Llibre d'Isaïes, el Llibre de Jeremies, el Llibre de Daniel, el Llibre de les lamentacions i el Llibre de Baruc, el Llibre d'Ezequiel, els llibres dels Profetes menors, el Llibre de Job i el Llibre dels proverbis, reimpreses en les edicions manuals de la mateixa Bíblia (1966-1967), i del Llibre de Job de la Bíblia de la Fundació Bíblica Catalana el 1968. En morir, deixà inèdita una versió del Llibre dels Salms. Les seves traduccions revelen una gran familiaritat amb el text hebreu i amb les antigues llengües semítiques extrabíbliques, com també amb el lèxic català i l'ús del mètode exegètic historicocrític. Morí el 19 de desembre de 1979.